# قضریمة
قضریمة (به عربی: قضریمة) یک منطقهٔ مسکونی در عربستان سعودی است که در استان عسیر واقع شده‌است.

## خصوصیات
قضریمة ۲۰۰ کیلومترمربع مساحت و ۳٬۰۰۰٫ نفر جمعیت دارد و ۴۶۰ متر بالاتر از سطح دریا واقع شده‌است.